# Wilhelm Schmidt (Dichter)
Wilhelm Schmidt  (* 18. August 1898 in Obersdorf, Kreis Siegen; † 13. September 1965 ebenda) war ein deutscher Mundartdichter.

## Leben
Wilhelm Schmidt, drittes Kind des Maschinisten Jakob Schmidt aus Rittershausen im Dillkreis, besuchte die Volksschule in seinem Geburtsort Obersdorf. Er war ein Schulfreund des Politikers Fritz Müller. Schmidt lernte den Beruf eines technischen Zeichners bei A. u. H. Oechelhäuser in Siegen. Er war in den Siegerländer Erzgruben als Haldenjunge, Bergläufer und Hauer der Grube Ameise tätig. Nach Kriegseinsatz im Ersten Weltkrieg war er – bis zur Aufgabe aus gesundheitlichen Gründen 1922 – Bergmann. Weitere Tätigkeiten als Hilfsarbeiter und Magazinverwalter musste er krankheitsbedingt aufgeben. Von 1939 bis 1944 war er wiederum Soldat im Zweiten Weltkrieg.
Schmidt wurde bekannt als Dialektdichter. Der Siegerländer Schriftsteller Lothar Irle beschrieb ihn als „feinsinniger Lyriker und Erzähler in Siegerländer Mundart“. Daneben war Schmidt ständiger Mitarbeiter der Siegener Zeitung. 1934 schrieb er ein Gedicht zur Verleihung der Ehrenbürgerwürde an Reichskanzler Adolf Hitler in Obersdorf.
Wilhelm Schmidt war verheiratet mit Hedwig geb. Gaumann; aus der Ehe stammten vier Kinder.
Er war seit 2013 Namensgeber des Wilhelm-Schmidt-Weg in Obersdorf; aufgrund seiner Mitgliedschaft in der NSDAP (nicht belegt; Eintritt um 1940) wurde die Namensvergabe zurückgezogen.

## Veröffentlichungen
- De Gummizitt, 1933
- Reichskanzler Adolf Hitler Ehrenbirger vah Oeberschdorf, 1934
- Bi oos d'heim. Gedichte., Siegen: Schneider 1937. 78 S. mit Adolf Wurmbach
- Leechtstonn. Verzeallcher och Rimmcher., Siegen: Schneider 1952. 58 S.
- August Schmidt. Dokumentation in Briefen. Solingen: Schmidt 1975. 102 S.

sowie
- Wilhelm Schmidt: Unselbstständige Veröffentlichungen (Auswahl), Blog der Archive im Kreis Siegen-Wittgenstein,  18. August 2013